# Bekanntmachung, betreffend Auflösung der Einwohnerwehren in Bayern
Mit der Bekanntmachung, betreffend Auflösung der Einwohnerwehren in Bayern vom 24. Juni 1921 (RGBl. S. 759) wurden von der Reichsregierung so genannte Einwohnerwehren innerhalb Bayerns unverzüglich für aufgelöst erklärt. Damit kam das Kabinett Wirth dem Londoner Ultimatum vom 5. Mai 1921 nach, mit dem die Alliierten unter anderem zur Erfüllung der im Versailler Vertrag festgeschriebenen Demilitarisierung aufgefordert hatten.
Die förmliche Ermächtigung der Bekanntmachung ergab sich aus § 1 des Gesetzes zur Durchführung der Artikel 177, 178 des Friedensvertrages vom  22. März 1921 (RGBl. S. 235). Im Zusammenhang mit den Rüstungsbeschränkungen des Versailler Vertrages war in Artikel 177 auch die Bildung von paramilitärischen Vereinigungen in der Art der Einwohnerwehren untersagt worden.
Dem Tenor der Bekanntmachung wurde in Bayern jedoch meist nicht Folge geleistet. Personen, die die Anordnung befolgten oder befürworteten, fielen in einigen Fällen Fememorden zum Opfer. Diese wurden bei einer oft unzureichenden oder ausbleibenden Strafverfolgung von rechtsradikalen Tätern während der unter dem Euphemismus „Ordnungszelle Bayern“ bekannt gewordenen politischen Situation begangen.